# Trilce Cavero
Trilce Amanda Cavero Cáceres (Lima, 2 de abril de 1975) es una actriz y cantante lírica peruana. Ha participado en obras de teatro como Ópera de los tres centavos y Clase Maestra. Es hija de Humberto Cavero y Haydeé Cáceres, actores los dos.

## Créditos

### Televisión
- Qué buena raza (2002—2003) como Javiera.
- Demasiada belleza (2003) como Cristina Muñoz.
- Besos robados (2004) como Beatriz García.
- "Tormenta de Pasiones" (2004) como Rufina joven
- Ferrando, de pura sangre (2005) como Teresa.
- Amores como el nuestro (2006) como Agatha Godínez.
- Camino a casa (2006)
- Sabrosas (2008) como Wanda.
- Los Jotitas (2008) como Elena Hermoza.
- Magnolia Merino (2008) como Angelita.
- Hasta las estrellas (2010) como Abencia Meza.
- La Perricholi (2011) como Eufemia.
- Vacaciones en Grecia (2013) como profesora.
- Solamente Milagros (2013). varios capítulos
- Confesiones (2013-14). varios capítulos
- Conversando con la Luna (2014)
- Valiente amor (2016) como Fiscal Josefina
- Los reyes del Playback (2016-17) como Tía Nancy
- Solo una madre (2017) como Josefina Barraza Terrones
- Mujercitas (2017) como Fiscal Josefina Barraza Terrones
- Ojitos hechiceros (2018) como Miss Rosa "Rosita".
- El ultimo Bastión (2018) como Rosa Merino
- Luz de luna (2021) como Profesora Male

### Teatro
- Rescatemos los juguetes (2000,2001,2002)
- Medea (2000)
- Ópera de los tres centavos (2003)
- La coneja tardona (2004)
- La novicia rebelde (2004) como Madre Superiora.
- Peripatéticos (2004) como Periquita.
- Clase Maestra con María Callas (2004) como Sharon Graham.
- La bella y la bestia (2005)
- Chicago (2006)
- Demonios en la piel, la pasión según Pasolini (2007)
- Hairspray (2009)
- No hay ladrón que por bien no venga (2010) como María Montez.
- Te odio, amor mío (2012)
- Los locos Adams (2013-2014)
- Bare (2014)
- Hadas (2018) como Nube Negra
- Carnet de identidad (2018)
- Anorexia (2018)
- Yerma (2019)
- Falta de caricias (2019)
- Camerino Virtual (Cenizas quedan) (2020)
- Master Class (2020) como Teba
- Señora Presidenta (2021)
- Madriguera (2022)
- Brujas y princesas, el musical (2022)
- ¿Y tú que quieres hacer antes de...? (2023)
- Última terapia (2023)
- Madriguera (2024)